# Pomponius Mela
Pomponius Mela, født i Tingentera eller Baetia i det sydlige Spanien regnes som en fremstående romersk kartograf. Navnet Pomponius antyder, at han var af en kendt romersk plebejisk slægt, til hvilken også Ciceros ven Pomponius Atticus og tragedieforfatteren Publius Pomponius Secundus hørte. Flere omtales i Publius Cornelius Tacitus Annales. Andre har antaget, at han er den samme som L. Annaeus Mela af Corduba, en søn af Seneca den Ældre..
Som hans hovedværk regnes De Situ Orbis, hvilket formodentlig er fra ca 43-44 efter, at Claudius havde erobret Britannien, og det publiceredes 1471. Værket er tillige blevet udgivet under navnet De Chorographia, og overvejende identisk med små forskelle. I De Chorographia kaldes Skandinavien (latin) "Scadinavia", men i De Situ Orbis "insula Codanonia" (latin, øen Codanonia).
Jordanes hævdes at have læst dette værk, da han skrev Getica.